# Chicago Med
A Chicago Med 2015-ben indult amerikai televíziós sorozat, a chicagói franchise harmadik része. A sorozat alkotói Dick Wolf és Matt Olmstead, a cselekmény pedig egy kórházi személyzet mindennapjait mutatja be. A csapat tagjai között megtalálható többek között: Nick Gehlfuss, Yaya DaCosta, Torrey DeVitto, Rachel DiPillo, Colin Donnell, Brian Tee, S. Epatha Merkerson, Oliver Platt, Marlyne Barrett, Norma Kuhling, Dominic Rains, Steven Weber, Guy Lockard, Kristen Hager, Jessy Schram, Luke Mitchell, Sarah Ramos és Darren Barnet. 
A sorozatot az Amerikai Egyesült Államokban az NBC sugározza 2015. november 17-e óta. Magyarországon 2023. február 14-én került fel a SkyShowtime kínálatába magyar szinkronnal, amelyen eddig már hat évad elérhető, az első ötöt 2023. február 14-én, míg a hatodikat 2023. szeptember 5-én rakták fel. 2023 áprilisában bejelentették a kilencedik évadot, amelynek premierje 2024. január 17-én volt, 2024 márciusában pedig a tizedik évadot, amelynek premierje 2024. szeptember 25-én volt. 2025 májusában bejelentették a tizenegyedik évadot, amelynek premierje 2025. október 1-én lesz.

## Történet
A sorozat a Chicagóban játszódó Chicago Med Dick Wolf chicagói franchise-ának harmadik évada. A Gaffney Chicago Medical Center sürgősségi osztályára, valamint az ott dolgozó orvosokra és ápolókra összpontosít, akik a betegek életének megmentésén dolgoznak. A sorozat Chicago városának legtehetségesebb orvosi csapatának tevékenységeit mutatja be, akiknek életmentés közben bonyolult személyes kapcsolataikkal is foglalkozniuk kell. Időnként a Lángoló Chicago és a Bűnös Chicago szereplői is megjelennek benne.
Az Emmy-díjas executive producer, Dick Wolf (a „Law & Order”, a „Chicago” és az „FBI” sztárjai) által készített Chicago Med egy érzelmes, izgalmas utazás a város legújabb, csúcstechnológiás traumatológiai központjának mindennapi káoszán keresztül, és betekintést nyújt a bátor orvosok, ápolók és a személyzet életébe, akik az egészet egyben tartják.
Dr. Will Halstead küzd azért, hogy támogassa betegeit a rendkívüli orvosi ellátási lánc hiánya közepette. Dr. Daniel Charles továbbra is a pszichiátria Sherlock Holmes-a. Sharon Goodwin, a város legnagyobb kórházának tiszteletreméltó vezetője, intenzív pénzügyi ellenőrzés alatt áll, hogy megőrizze a nyereségességet, miközben továbbra is biztosítja, hogy minden beteg minőségi ellátásban és együttérzésben részesüljön. Elképzelhetetlen szerepet kap: ő a végső döntéshozó abban, hogy ki kapja az orvosi felszereléseket és ellátást, amikor az anyagok szűkösek. Dr. Ethan Choi, a haditengerészet korábbi repülősebésze és a sürgősségi osztály vezetője, befelé fordul, és önfelfedező útra indul, miután felépült egy korábbi betege lövéséből. Most a nyers, de tehetséges Dr. Dean Archeren a sor, hogy megmutassa, mire képes, amikor Chicago legmegbízhatóbb és legforgalmasabb sürgősségi osztályának állandó vezetőjévé lép elő, miközben több mint egy évtizedes elidegenedés után újra kapcsolatba lép egy családtagjával. Maggie Lockwood, a sürgősségi osztály felelős ápolónője, aki egyben szeme, füle és agya is, képzett és magabiztos, ám saját, súlyos családi problémáival is küzd. A New Orleans-ban nevelkedett, könnyed modorú sebész, Dr. Crockett Marcel zsonglőrködik a sürgősségi osztály sebészének fáradhatatlan munkája és a transzplantációs csapatban betöltött új szerepe között. A csoportot Dr. Hannah Asher, a tapasztalt ápoló teszi teljessé, aki a Gaffney Medicalnál kezdődő friss pályafutása során a központ új sürgősségi szülészeti és nőgyógyászati osztályán dolgozik.
Bátran, együttérzéssel és a legmodernebb kezelésekkel néznek szembe Chicago legkritikusabb orvosi eseteivel és kihívást jelentő etikai dilemmáival. A címlapokra került esetek ihlette a „Chicago Med” a legmodernebb orvoslást ötvözi az intenzív környezetben végzett munkával járó személyes drámával. Mindeközben a Lángoló Chicago és a Bűnös Chicago ismerős arcai fonódnak össze Chicago legkiválóbb orvosi hőseivel.

## Szereplők

### Főszereplők
| Szereplő            | Színész              | Évad                  | Leírás | Magyar hang        |
| ------------------- | -------------------- | --------------------- | --- | ------------------ |
| Dr. Will Halstead   | Nick Gehlfuss        | 1–8.                  | Egykori plasztikai sebész, aki a sorozat elején ED-felügyelő kezelőorvos lesz. Eredetileg Chicagóból származik, és a Bűnös Chicago karakterének, Jay Halstead nyomozónak az idősebb testvére. A harmadik és a negyedik évadban eljegyezte Dr. Natalie Manninget. A nyolcadik évad végén lemond a Chicago Med-től, miután szabotálta Jack Dayton OR 2.0-ját, hogy bebizonyítsa annak hibáit, és Seattle-be költözik, hogy újra találkozzon Natalie-val és fiával. | Szatory Dávid      |
| April Sexton        | Yaya DaCosta         | 1–6. 8.               | Első generációs brazil-amerikai ápolónő. Van egy öccse, Noah, aki harmadéves orvostanhallgatóként kezdett a kórházban. Gyermekkori barátja a Lángoló Chicago karakterének, Kelly Severide hadnagynak is. A hatodik évadban jelentkezik és felveszik egy ápolónői programba, hogy többet tudjon a betegek ellátásáról, a hetedik évad premierjében pedig "Nem bízhatsz mindig abban, amit látsz"-ban kiderül, hogy elkezdte a programot. Később a nyolcadik évadban visszatér a program befejezése után. Ő és Dr. Ethan Choi ezalatt újjáélesztik kapcsolatukat, és a szezon közepén összeházasodnak, azzal a szándékkal, hogy mobil klinikát alapítsanak a közösség elszegényedett emberei számára. | Lamboni Anna       |
| Dr. Natalie Manning | Torrey DeVitto       | 1–7. 8.               | Egy ED gyermekorvos, aki az első évadban sürgősségi orvosi ösztöndíjas volt, az ötödik évadban pedig a sürgősségi gyermekgyógyászati osztály kezelője lesz. Özvegy, férje, Jeff elvesztésével megbirkózik, akit az amerikai hadsereg szolgálata közben öltek meg. Az első évad "Bound" epizódjában megszüli fiát, Owent. A hetedik évad premierjében, a "Nem mindig bízhatsz abban, amit látsz"-ban Sharon Goodwin kirúgja, és visszaköltözik Seattle-be Owennel, miután beismeri, hogy drogot lopott volt vőlegénye, Dr. Will Halstead tárgyalásán a betege miatt. Később újra találkozik Will-lel, miután a következő szezon végén lemondott. | Bogdányi Titanilla |
| Kelly Severide      | Taylor Kinney        | 1. 2. 3. 4. 5. 8. 10. | Tűzoltó és a 3. osztag hadnagya a chicagói tűzoltók 51-es tűzoltóságán. Kelly Severide egy szemtelen hadnagy, aki rendíthetetlen álarccal vezeti a mentőosztagot. | Papp Dániel        |
| Dr. Sarah Reese     | Rachel DiPillo       | 1–3, 4. 10.           | Eredetileg negyedéves orvostanhallgató, aki nem érzi magát a sürgősségi orvoslásra hajlamosnak, inkább patológus lesz. Miután elvégezte az orvosi egyetemet, azonnal felhagy a patológus szakmával, és a pszichiátria rezidensévé válik, köszönhetően Dr. Daniel Charles-nak a 2. évad premierjében. A negyedik évad premierjében, a "Be My Better Half"-ban átigazol a Chicago Med-től a Baylor-ba, miután Dr. Daniel Charles megtudja, hogy apja egy feltételezett sorozatgyilkos, és összevesznek. | Gáspár Kata        |
| Stella Kidd         | Miranda Rae Mayo     | 4. 10.                | Stella Severide (született Kidd) tűzoltó és a 81-es teherautó hadnagya a chicagói tűzoltók 51-es tűzoltóságán. Stella Kidd a Firehouse 51 új tagja, akinek volt már közös múltja Severide-del. | Solecki Janka      |
| Dr. Connor Rhodes   | Colin Donnell        | 1–5                   | Chicagói kardio-thoracikus munkatárs, aki rezidens tanulmányait követően Rijádban töltött egy kis időt. Az első évadban traumasebész munkatárs, de szakterületét szív-mellkasi kezelésre váltja. A „Never Going Back to Normal” című ötödik évados premierben teljesen elhagyja Medet és Chicagót, hogy újrakezdhesse apja, Cornelius Rhodes és riválisa és volt barátnője, Dr. Ava Bekker halálát, aki öngyilkos lett, miután meggyilkolta magát. Cornelius, hogy visszaszerezze Connort. | Szabó Máté         |
| Dr. Ethan Choi      | Brian Tee            | 1–8                   | A sürgősségi egészségügyi osztály vezetője és a fertőző betegségekben jártas volt ED-vezető rezidens, aki nemrég tért vissza az Egyesült Államokba, miután a USS Carl Vinson szolgálatában teljesített tisztiorvosként. A nyolcadik évad közepén feleségül veszi April Sextont, majd elhagyja a Chicago Med-et, hogy mobilklinikát indítson vele a közösség elszegényedett emberei számára. | Karácsonyi Zoltán  |
| Gabriela Dawson     | Monica Raymund       | 1. 2.                 | Korábban a 61-es mentőszolgálat mentőseként dolgozott, és a 81-es teherautó korábbi jelöltje. Gabriela Matthew Casey felesége volt. Ő volt a Lángoló Chicago egyik főszereplője. Jelenleg Puerto Ricóba van beosztva, hogy segítsen orvosi ellátást nyújtani a rászorulóknak. | Sallai Nóra        |
| Sharon Goodwin      | S. Epatha Merkerson  | 1–                    | Egykori OR-ápolónő és a Gaffney Chicago Medical Center beteg- és orvosi osztályának vezetője (főadminisztrátor). | Kocsis Mariann     |
| Kim Burgess         | Marina Squerciati    | 4. 5. 7. 8. 10.       | A chicagói rendőrség nyomozója és a chicagói rendőrség hírszerző egységének tagja. | Pupos Tímea        |
| Dr. Daniel Charles  | Oliver Platt         | 1–                    | A pszichiátriai osztály vezetője, akinek általában az a feladata, hogy segítsen a többi orvosnak megbirkózni az orvostudomány vagy a nehéz betegek pszichológiai árnyalataival. A Pennsylvaniai Egyetemen végzett. | Harmath Imre       |
| Maggie Lockwood     | Marlyne Barrett      | 1–                    | Az ED-s nővér, aki nem fél kimondani a véleményét, amikor a lakók iskoláztatásáról van szó. Az ötödik évadban áttétes emlőrákot diagnosztizálnak nála, de később meggyógyul, és hozzámegy az egykori rákbeteghez, Ben Campbellhez. Karaktere a Lángoló Chicagoban és a Bűnös Chicagoban is megjelenik. | Nádasi Veronika    |
| Dr. Ava Bekker      | Norma Kuhling        | 2. 3–5                | Dél-afrikai traumasebész. Dr. Connor Rhodes-szal összeütközik a szakmai határokon, és végül a versengésük romantikus kapcsolattá válik, ami végül véget ér, miután Connor apja azt állítja, Ava elcsábította és lefeküdt vele, hogy rávegye Connor hibrid OR-jának finanszírozására. A negyedik évad fináléjában, a "Bátor szívvel"-ben Connor visszautasítja kapcsolatuk kibékítését, majd meggyanúsítja apja meggyilkolásával. Az ötödik évados „Never Going Back to Normal” című premierben öngyilkosságot követ el, miután beismeri, hogy megölte Connor apját annak érdekében, hogy visszaszerezze őt. | Csifó Dorina       |
| Sylvie Brett        | Kara Killmer         | 1–6. 8.               | Sylvie Casey (született: Brett) mentősként dolgozik Oregonban. Korábban a chicagói tűzoltóság 51-es tűzoltóságának 61-es mentőautójának vezetője volt. Sylvie Brett egy fiatal mentős, aki egy indianai vidéki tűzoltóságról került az 51-es tűzoltóságra, miután hirtelen felbomlott a szerződése. Leslie Shay-t váltotta, aki egy robbanásban halt meg. Hamarosan összebarátkozott az 51-es tűzoltóság minden dolgozójával, és azóta is számos tűz- és vészhelyzeti bejelentés során segíti a rászorulókat. | Mezei Kitty        |
| Dr. Crockett Marcel | Dominic Rains        | 5–9.                  | A Chicago Med új traumasebész munkatársa, akit az ötödik évadban mutattak be. A kilencedik évad végén, amikor egy fiatal beteg, akinek életmentő veseátültetést kellett lemondania egy utolsó pillanatban kapott fertőzés miatt, belehal a betegségébe, és a fiú sértett apja azonnal öngyilkos lesz; az élmény Marcelt saját lánya halálára emlékeztette. A tizedik évad premierjén kiderült, hogy Bostonba költözött. | Ágoston Péter      |
| Dr. Dean Archer     | Steven Weber         | 6. 7.–                | Tapasztalt traumasebész és sürgősségi orvos, valamint Dr. Ethan Choi mentora, aki korábban együtt szolgált a haditengerészetnél. | Megyeri János      |
| Dr. Dylan Scott     | Guy Lockard          | 7–8.                  | Egy új gyermekgyógyászati sürgősségi orvos. Egykori chicagói rendőrtiszt, aki orvosi pályára váltott. A nyolcadik évad premierjében, a „Hogyan kezded számolni a veszteségeket?”, szerelme, Jo, egy titkos zsaru halála után rájön, hogy soha nem lesz képes elengedni rendőri múltját mindaddig, amíg Chicagóban marad, és teljesen elhagyja Medet és a várost az új kezdet érdekében. |                    |
| Trudy Platt         | Amy Morton           | 2–5. 10.              | Egy őrmester a chicagói rendőrségnél. | Kovács Nóra        |
| Vanessa Rojas       | Lisseth Chavez       | 5.                    | Egykori rendőrtiszt a Chicagói Rendőrkapitányságon. Rojas 32 különböző nevelőszülőnél nőtt fel, és gyakran megszökött, az utcán élt, míg végül belépett a rendőrakadémiára. Vanessa rendőr a Chicagói Rendőrkapitányságon. Beépített karakterként találkozott a hírszerző osztály tagjaival, és állást ajánlottak neki az egységnél. Az évad végén azonban áthelyezték. Rojas akkor találkozott Hailey-vel, amikor Rojas titkos művelete keresztezte a Darius Walker elleni hírszerzési nyomozás útját. Hank Voight őrmester összefogta őket, hogy Hailey felmérhesse, Rojas alkalmas-e az egységbe. Hailey végül úgy döntött, hogy Rojas a megfelelő személy a hírszerzés számára, és Voight felajánlott neki egy helyet az egységben. Miután rájött, hogy Rojasnak nincs hol laknia, Hailey felajánlja, hogy egyelőre nála lakjon, aminek eredményeként szobatársak lesznek. Kevinnel akkor találkozott, amikor Rojas titkos művelete keresztezte egy hírszerzési nyomozás útját. Nem tudtak a másik titkos küldetéséről, amíg az ki nem derült. Később a csapataik úgy döntöttek, hogy együttműködnek, és mindketten mulatságosnak találták, hogy a többiek rendőrök. Miután Kevin átkerült a hírszerzéshez, Kevint és Rojast több ügyben is együtt látják. |                    |
| Hank Voight         | Jason Beghe          | 1. 4. 5. 10.          | Őrmester a chicagói rendőrségnél és a hírszerző egység parancsnoka. |                    |
| Jay Halstead        | Jesse Lee Soffer     | 1–5.                  | A chicagói rendőrség nyomozója és a chicagói rendőrség hírszerző egységének tagja. Dr. Will Halstead testvére is . |                    |
| Hailey Upton        | Tracy Spridakos      | 4–5. 8.               | A chicagói rendőrség nyomozója és a chicagói rendőrség hírszerző egységének tagja. Emellett kölcsönző tisztként is szolgált a New York-i FBI ügynökségek közötti képzési programjában. |                    |
| Kevin Atwater       | LaRoyce Hawkins      | 5–8. 10.              | A chicagói rendőrség tisztje és a chicagói rendőrség hírszerző egységének tagja. |                    |
| Adam Ruzek          | Patrick John Flueger | 4–5. 10.              | A chicagói rendőrség tisztje és a chicagói rendőrség hírszerző egységének tagja. |                    |
| Dr. Stevie Hammer   | Kristen Hager        | 7.                    | Egy új kezelőorvos, akinek Dr. Will Halsteadnél van a múltja. A hajléktalan, szenvedélybeteg és elmebeteg édesanyjával kapcsolatos sok hullámvölgy után a hetedik évad felénél visszaköltözik Michiganbe, hogy újabb esélyt adjon házasságának. |                    |
| Dr. Hannah Asher    | Jessy Schram         | 5–6. 7.–              | Visszatérő szülészeti és nőgyógyászati orvos Los Angelesből, aki korábban kábítószerrel küszködött, mielőtt kijózanodott. Az új sürgősségi szülészeti/nőgyógyászati szolgálat vezető tisztviselője. | Nagy Katica        |
| Dr. Mitchell Ripley | Luke Mitchell        | 9.–                   | Egy ED-ügyelő, aki megosztja történetét Dr. Charles-lal. |                    |
| Dr. Caitlin Lenox   | Sarah Ramos          | 10.                   | A hadsereg veteránja, az ED új társvezetője. |                    |
| Dr. John Frost      | Darren Barnet        | 10.                   | Egy új sürgősségi gyermekgyógyász rezidens, aki az előző kórház bezárása után csatlakozott a kórházhoz. Frostról is kiderült, hogy egykori gyereksztár a televízióban. |                    |

### Vendég-mellék-epizód- és egyéb szereplők
| Szereplő                   | Színész                        | Évad             | Leírás | Magyar hang     |
| -------------------------- | ------------------------------ | ---------------- | --- | --------------- |
| Dr. Samantha "Sam" Zanetti | Julie Berman                   | 1.               | Egy traumatológiai sebész, aki rövid ideig randevúzik Dr. Connor Rhodes-szal. |                 |
| Peter Kalmick              | Marc Grapey                    | 1–3. 4. 5.–      | Gaffney jogi osztályának vezetője, aki időnként összetűzésbe kerül Sharon Goodwinnel a kórházi protokoll miatt. Van egy Lawrence nevű férje és egy Zach nevű fia. |                 |
| Tate Jenkins               | Deron J. Powell                | 1–2.             | Egy visszavonult NFL-játékos, aki April Sexton nővérrel kezd randevúzni, amikor az első évadban segít kezelni fiát. A második évadban eljegyezték egymást, de nem sokkal azután szakítják meg, hogy a lány tuberkulózissal megfertőződött, és elvetélte gyermeküket. |                 |
| Dr. Marty Peterson         | Jeremy Shouldis                | 1.–              | Selymes, mély hangú aneszteziológus. |                 |
| Joey Thomas                | Peter Mark Kendall             | 1–2. 3–4.        | Egy labortechnikus, aki Dr. Sarah Reese-szel randizik az első és a második évadban. |                 |
| Doris nővér                | Lorena Diaz                    |                  | A sürgősségi osztály vezető felelős ápolója, amikor Maggie nincs otthon. | Ágoston Katalin |
| Courtney mentős            | Courtney Rioux                 |                  | |                 |
| Beth nővér                 | Mia Park                       | 1–4. 5.          | OR ápolónő. |                 |
| Leah                       | Tonray Ho                      | 1–5. 7–8.        | Egy ápolónő, aki a sürgősségi osztályra való felvételért dolgozik a recepción. |                 |
| Desmond                    | Desmond Gray                   | 1–8.             | Mentős. |                 |
| Cesar                      | Cesar Jamie                    | 1–9.             | Mentős. |                 |
| Dr. Vicki Glass            | Cynthia Addai-Robinson         | 1. 4.            | A haditengerészet veteránja és a Veteránügyi Igazgatóság kórházának orvosa, aki röviden randevúzik Dr. Choival. |                 |
| Monique Lawson nővér       | Casey Tutton                   | 2–5.             | ED-ápolónő. |                 |
| Trini nővér                | Marie Tredway                  | 5.–              | Sürgősségi osztályi ápolónő. |                 |
| Nancy nővér                | Lynnette Li                    | 6.–              | Sürgősségi osztályi ápolónő. |                 |
| Dina nővér                 | Amanda Marcheschi              |                  | Intenzív osztályos nővér, néha besegít a sebészeti osztályon. |                 |
| Karam Haddad               | Paul Farahvar                  | 1.               | |                 |
| Jeff Clarke                | Jeff Hephner                   | 1–2.             | Orvostanhallgató, egykori tengerészgyalogos és iraki veterán, valamint Dr. Natalie Manning régi családi barátja. Clarke rövid ideig tűzoltó volt a Firehouse 51-ben, majd visszatért az orvosi egyetemre egy sérülés után. Clarke rövid ideig randizik Natalie-val, amíg be nem vallja, hogy néhai férje nem helyeselte az iránta való érzelmeit. Clarke az orvosi egyetem elvégzése után összemérkőzik egy kórházzal Honoluluban, Hawaiiban.                                                                                                 |                 |
| Dr. Nina Shore             | Patti Murin                    | 1. 2. 4.         | Egy patológus, aki rövid ideig randevúzik Dr. Halsteaddel. |                 |
| Monique Lawson             | Casey Tutton                   | 2–5.             | Sürgősségi ápolónő. |                 |
| Dr. Samuel Abrams          | Brennan Brown                  | 1–               | Az idegsebészet tompa vezetője. | Fekete Zoltán   |
| Dr. David Downey           | Gregg Henry                    | 1.               | Egy magas rangú szív- és mellkassebész, aki érdeklődik Dr. Connor Rhodes iránt, és rákban hal meg az első évad fináléjában, az "Időzítés"-ben. |                 |
| Cornelius Rhodes           | DW Moffett                     | 1–4.             | Dr. Connor Rhodes apja. Ő vezeti a Dolen Rhodes családi vállalkozást, egy csúcskategóriás áruházat, amelyet apja indított el. Connor döntése, hogy orvosi szakra megy, keserű elhidegüléshez vezetett apa és fia között. Dr. Ava Bekker, Dr. Rhodes volt barátnője inzulintúladagolás következtében meggyilkolja őt a negyedik évados "Forever Hold Your Peace" epizódban, hogy megpróbálja visszaszerezni Dr. Rhodes-t, ami később az ötödik évadban kiderül. A „Never Going Back to Normal” premierje Dr. Bekker öngyilkosságához vezetett. |                 |
| Claire Rhodes              | Christina Brucato              | 1.               | Dr. Connor Rhodes nővére. |                 |
| Dr. Noah Sexton            | Roland Buck III                | 1–5. 6. 8.       | Első éves ED-rezidens és April Sexton nővér öccse. A hatodik évad "When Your Heart Rules Your Head" című epizódjában Dr. Ethan Choi elbocsátja őt gondatlanság miatt, mivel közreműködött Dr. James Coleman öngyilkosságában, és elhagyja Chicagót, hogy átvegye Dr. Coleman atlantai klinikáját. Később a nyolcadik évadban visszatér áprilisra és Ethan esküvőjére. | Ungvári Gergely |
| Dr. James Lanik            | Nate Santana                   | 3. 4–6. 7.       | A traumasebészeti osztály vezetője, korábban a sürgősségi osztály ideiglenes vezetője. | Seder Gábor     |
| Bernard "Bernie" Kim       | CS Lee                         | 4.               | Emily barátja az Anonim Alkoholistákból és gyermeke apja. |                 |
| Terry McNeal               | Colby Lewis                    | 4.               | Harmadéves orvostanhallgató, aki feladta az NFL-lel kötött futballszerződést, hogy orvosi egyetemre járhasson. |                 |
| Ray Burke                  | Dennis Cockrum                 | 4.               | Egy chicagói maffiózó, aki Dr. Halsteadet veszi célba, miután az segítette a rendőrséget a nyomozásában. |                 |
| Adam Petchel Tommy         | Devin Ratray                   | 4.               | Ray Burke maffiózó fiai. |                 |
| Tim Burke                  |                                | 4. 5.            | Ray Burke maffiózó fiai. |                 |
| Ingrid Lee                 | Anna Enger Ritch               | 4.               | Egy FBI-ügynök, aki Willel dolgozik egy Burke elleni titkos nyomozásban. |                 |
| Elsa Curry                 | Molly Bernard                  | 4–5.             | Egy harmad, később negyed éves orvostanhallgató, aki végül szorosan együttműködik Dr. Daniel Charlesszal. | Laudon Andrea   |
| Philip Davis               | Ian Harding                    | 4–5.             | Egy özvegy apa, aki egyedül neveli lányát, miután felesége szülés közbeni aneurizma következtében meghalt. A negyedik-ötödik évadban Dr. Natalie Manninggal randevúzik. |                 |
| Mike                       | Michael Vaughn Shaw            | 4.–              | Egy röntgentechnikus, aki a sürgősségi osztályon dolgozik. |                 |
| Ben Campbell               | Charles Malik Whitfield        | 5–6. 7. 8. 9.    | Egy rákos beteg, akivel Maggie szoros kapcsolatot alakít ki, miközben mindketten kemoterápiás kezeléseken esnek át. Randizni kezdenek, végül összeházasodnak, és a kilencedik évadban elválnak. |                 |
| Anna Charles               | Hannah Alligood (Hannah Riley) | 5–7. 8. 10.      | Daniel és Susan Charles tinédzser lánya. |                 |
| Susan Charles              | Jill Abramovitz                | 5. 6.            | Daniel Charles harmadik volt felesége és lányuk, Anna édesanyja. |                 |
| Michael Goodwin            | Hampton Fluker                 | 5–6. 9.          | Sharon fia, gyógyszeripari képviselő. |                 |
| Juliette                   | Sarah Brooks                   | 5.–              | Mentős. |                 |
| Madeline Gastern           | Jodi Kingsley                  |                  | A Gaffney Medical Center gyermek- és családszolgálati osztályának szociális munkása. |                 |
| Dr. Sabeena Virani         | Tehmina Sunny                  | 6.               | A Kender Pharmaceutical Company kardiológusa, aki egy új gyógyszer klinikai vizsgálatát felügyeli, és felkéri Dr. Will Halsteadet, hogy vezesse a projektet. |                 |
| Dr. Vanessa Taylor         | Asjha Cooper                   | 6–8.             | Egy első éves rezidens, aki kezdetben problémákba ütközött Maggie-vel, aki a biológiai anyja, és ezt szívesebben tartja titokban. |                 |
| Dr. Lonnie Richardson      | Nora Dunn                      | 1–2. 7.          | Dr. Charles terapeutája. |                 |
| Dr. Pamela Blake           | Sarah Rafferty                 | 7.               | A transzplantációs sebészet vezetője, akinek konfliktusa volt Dr. Marcellel, miután nem akarta, hogy megoperálják a lányát. |                 |
| Terri Hammer               | Bonita Friedericy              | 7.               | Dr. Hammer édesanyja. |                 |
| Dr. Matthew Cooper         | Michael Rady                   | 7.               | Egy intenzivista (Kritikus Care Specialist), aki sokat használja a Vas-com-ot, és akit Will nyomoz, hogy kiderítse, illegálisan használja-e a kórházban. |                 |
| Carmen Walker              | Kellee Stewart                 | 7.               | Dr. Scott korábbi lángja, aki most volt barátjához, Terrellhez ment feleségül. |                 |
| Terrell Walker             | Jerod Haynes                   | 7.               | Dr. Scott korábbi barátja és Carmen férje. |                 |
| Anthony B. Jenkins Darius  |                                | 7.               | A Walker család kisfia és egy rákos beteg, akit Dr. Scott kezel. |                 |
| Zora Scott                 | Deanne Lauvin                  | 7.               | Dr. Scott nővére, a chicagói rendőrség tisztje. |                 |
| Reginald Scott             | Curtiss Cook                   | 7. 8.            | Dr. Scott apja, a chicagói rendőrség hadnagya. |                 |
| Dr. Pamela Blake           | Sarah Rafferty                 | 7. 8.            | A transzplantációs sebészet vezetője, aki összetűzésbe kerül Dr. Marcellel, mentorálja őt és romantikus kapcsolatba lép vele. |                 |
| Avery Quinn                | Johanna Braddy                 | 7. 8.            | Műhibaügyekkel foglalkozó ügyvéd és Dr. Pamela Blake lánya. |                 |
| Jessa Rinaldi              | Angela Wong Carbone            | 7. 8.            | A Vasik Labs termékképviselője. |                 |
| Tara Goodwin               | Nicolette Robinson             | 7. 9. 10.        | Sharon terhes lánya. |                 |
| Milena "Jo" Jovanovic      | Riley Voelkel                  | 7. 8.            | Egy beépített rendőrtiszt, akit Dr. Scott kezel, aki később bizalmas kapcsolatba lép vele. A nyolcadik évad premierjében, a "How Do You Begin to Count the Losses"-ben egy lakástűzben meghal, ami arra készteti Dr. Scottot, hogy elhagyja Chicagót. |                 |
| Dr. Justin Lieu            | Ivan Shaw                      | 8.               | A sürgősségi ellátás rezidense. |                 |
| Jack Dayton                | Sasha Roiz                     | 8.               | Vállalkozó, a Dayton Corp. alapítója és az OR 2.0 feltalálója. |                 |
| Dr. Grace Song             | TV Carpio                      | 8.               | Dayton Corp telepítette Gaffney-be, hogy a technológia segítségével javítsa a sürgősségi ellátás hatékonyságát. |                 |
| Dr. George Thomas          | Stan Shaw                      | 8.               | Gaffney új igazgatósági tagja, akit Dayton léptetett elő. |                 |
| Dr. Petra Dupre            | Mishael Morgan                 | 8.               | A Dayton Corps OR 2.0 szakértője. |                 |
| David Sullivan             | John Henry Ward                | 8.               | Egy tizenéves skizofrén, akit Dr. Charles ismételten kezel. |                 |
| Grant Young                | Wayne T. Carr                  | 7. 8.            | Maggie exe és Vanessa biológiai apja. |                 |
| Pawel Wapniarski           | Kristof Konrad                 | 8–9.             | Liliana Wapniarski testvére, Dr. Charles barátnője. |                 |
| Alet Taylor                | Liliana Wapniarski             | 8–9.             | A Gaffney-i gondnok, aki romantikus kapcsolatban áll Dr. Charles-szal. |                 |
| Dr. Zola Ahmad             | Sophia Ali                     | 9.               | Az ED vezető rezidense. |                 |
| Dr. Isidore Latham         | Ato Essandoh                   | 2–5. 6.          | A szív-mellkasi sebészet résztvevője/későbbi vezetője, aki Dr. Connor Rhodes ösztöndíját felügyeli. Lathamnek autizmusa van, ami néha megnehezíti számára, hogy megértse az egészségügyi személyzet érzelmi reakcióit. | Galambos Péter  |
| Dr. Robin Charles          | Mekia Cox                      | 2–4. 5. 10.      | Epidemiológus és Dr. Daniel Charles korábban elidegenedett lánya. A második-harmadik évadban randizik Dr. Connor Rhodes-szal. |                 |
| Dr. Stanley Stohl          | Eddie Jemison                  | 2–3. 4.          | A sürgősségi orvosi osztály vezetője, akit a személyzet gúnyosan "Troll"-ként emleget leereszkedő és nyilvánosságot udvarló viselkedése miatt. Gaffney Chicago Medical Center vezérigazgatójának önkényes döntése után elbocsátják a Chicago Med-től. |                 |
| Diaz Hank                  | Carlos Rogelio                 | 2. 3. 4–6. 7–10. | ED ápoló. |                 |
| Bert Goodwin               | Gregory Alan Williams          | 2–3. 5. 6. 9.    | Sharon volt férje. |                 |
| Meredith Barry             | James Vincent                  | 3.               | Egy mentős, aki Maggie Lockwood hol felváltva, hol nem felváltva barátja. |                 |
| Denise Lockwood            | Alexandra Gray                 | 2.–              | Maggie Lockwood nővér transznemű nővére. |                 |
| Barry                      | James Vincent Meredith         | 3.               | Egy mentőápoló, aki Maggie Lockwood újra és újra volt barátja. |                 |
| Dr. Robert Haywood         | Michell Gill                   | 3–4.             | Dr. Sarah Reese elhidegült apja, aki asztrofizika professzor volt és egy feltételezett sorozatgyilkos. |                 |
| Emily Choi                 | Arden Cho                      | 3–4.             | Dr. Ethan Choi fiatalabb és korábban elidegenedett, gyógyuló, drogfüggő nővére. |                 |
| Flores Rosado              | Elena Marisa                   | 3–7. 9.–         | Egy chicagói rendőrtiszt. |                 |
| Gwen Garrett               | Heather Headley                | 3.4. 5–6.        | Gaffney újonnan kinevezett operatív igazgatója. Folyamatosan vitatkozik Sharonnal a kórházi kiadások miatt, és néha a pozícióját felhasználva megtorló döntéseket hoz ellene. |                 |
| Caroline Charles           | Paula Newsome                  | 4–5.             | Dr. Daniel Charles első felesége, aki egy rákkezelési klinikai vizsgálatra érkezik a Med-be, és végül újra feleségül veszi. |                 |
| Dr. Zach Hudgins           | Conor Perkins                  | 8–9. 10.         | A sürgősségi ellátás rezidense. Dr. Lenox kirúgja, miután egy krízishelyzetben magára hagyott egy beteget. |                 |
| Sean Archer                | Luigi Sottile                  | 8–9. 10.         | Dr. Archer függő fia. |                 |
| Dr. Nellie Cuevas          | Lilah Richcreek Estrada        | 8. 9. 10.        | Pszichiátriai munkatárs és DACA-kedvezményezett. |                 |
| Dr. Kai Tanaka-Reed        | Devin Kawaoka                  | 8.–              | Az általános sebészet rezidense. |                 |
| Dr. Loren Johnson          | Henderson Wade                 | 8.–              | Orvosi helikopterpilóta és traumatológiai munkatárs. |                 |
| Dr. Dennis Washington      | John Earl Jelks                | 9–10.            | A Gaffney hematológiai/onkológiai vezetője. |                 |
| "Sully" Sullivan           | Daniel Dorr Robert             | 9–10.            | Rákos beteg, Ripley barátja bűnöző fiatalkorából. |                 |
| Jackie Nelson              | Natalie Zea                    | 9. 10.           | Egy égési sérüléseket elszenvedett ápolónő, akinek korábban önkárosítása/vágása volt a múltban, és akit áthelyeznek a sürgősségire. |                 |
| Naomi Howard               | Ashlei Sharpe Chestnut         | 9.–              | Harmadéves hallgatói doktor a sürgősségi osztályon. |                 |
| Kip Lenox                  | Logan Miler                    | 10.              | Caitlyn Lenox éretlen öccse. |                 |
| Dr. Nicholas Hayes         | Brendan Hines                  | 10.              | Gaffney lendületes, neves kardiológusa. |                 |

## Évados áttekintés
| Évad | Évad | Epizódok | Eredeti sugárzás     | Eredeti sugárzás  | Eredeti adó         | Magyar sugárzás     | Magyar sugárzás   | Magyar adó |
| Évad | Évad | Epizódok | Évadpremier          | Évadfinálé        | Eredeti adó         | Évadpremier         | Évadfinálé        | Magyar adó |
| ---- | ---- | -------- | -------------------- | ----------------- | ------------------- | ------------------- | ----------------- | ---------- |
|      | 1    | 18       | 2015. november 17.   | 2016. május 17.   |                     | 2023. február 14.   | 2023. február 14. |            |
|      | 2    | 23       | 2016. szeptember 22. | 2017. május 11.   | 2023. február 14.   | 2023. február 14.   |                   |            |
|      | 3    | 20       | 2017. november 21.   | 2018. május 15.   | 2023. február 14.   | 2023. február 14.   |                   |            |
|      | 4    | 22       | 2018. szeptember 26. | 2019. május 22.   | 2023. február 14.   | 2023. február 14.   |                   |            |
|      | 5    | 20       | 2019. szeptember 25. | 2020. április 15. | 2023. február 14.   | 2023. február 14.   |                   |            |
|      | 6    | 16       | 2020. november 11.   | 2021. május 26.   | 2023. szeptember 5. | 2023. szeptember 5. |                   |            |
|      | 7    | 22       | 2021. szeptember 22. | 2022. május 25.   |                     |                     |                   |            |
|      | 8    | 22       | 2022. szeptember 21. | 2023. május 24.   |                     |                     |                   |            |
|      | 9    | 13       | 2024. január 17.     | 2024. május 22.   |                     |                     |                   |            |
|      | 10   | 22       | 2024. szeptember 25. | 2025. május 21.   |                     |                     |                   |            |
|      | 11   |          | 2025. október 1.     | 2026.             |                     |                     |                   |            |

## A sorozat készítése
Az NBC zöld utat adott a sorozat bevezető epizódjának 2015. május 1-jén.
2015. augusztus 21-én Andrew Dettman "kreatív nézeteltérések" miatt lemondott a showrunner pozíciójáról a júniusi kinevezését követően. 2015. augusztus 27-én Andrew Schneidert és Diane Frolovot nevezték ki új showrunnernek.